# Hey You! (No Doubt)
Hey You! is een nummer van de Amerikaanse band No Doubt uit 1998. Het is de zevende en laatste single van hun derde studioalbum Tragic Kingdom.
Volgens de bandleden van No Doubt geeft het nummer een "cynische kijk op het huwelijk". Het nummer werd enkel in Nederland uitgebracht, waar het de 4e positie behaalde in de Tipparade.